# Parrhasius
Genre
Le genre Parrhasius regroupe des papillons de la famille des Lycaenidae et de la sous-famille des Theclinae.

## Dénomination
Parrhasius est le nom donné par Hübner en 1819.
Synonyme : Eupsyche Scudder, 1876 ; Panthiades.

## Répartition
Leur aire de répartition est dans toute l'Amérique du Sud et dans le sud de l'Amérique du Nord.

## Liste des espèces
- Parrhasius m-album (Boisduval et Le Conte, 1833) White M Hairstreak en Amérique du Sud et dans le sud de l'Amérique du Nord.
- Parrhasius moctezuma (Clench, 1971)  au Mexique.
- Parrhasius orgia (Hewitson, 1867) ; au Mexique, Venezuela, en Guyane française, Colombie et Bolivie.
- Parrhasius polibetes (Stoll, [1781]) au Mexique, Brésil et Suriname.
- Parrhasius selika (Hewitson, 1874) ; en Bolivie, au Brésil et au Venezuela.
- Parrhasius urraca Nicolay, 1979 ; à Panama.

### Source
- funet